# 克里沃盧德卡
49°53′2″N 26°41′49″E / 49.88389°N 26.69694°E

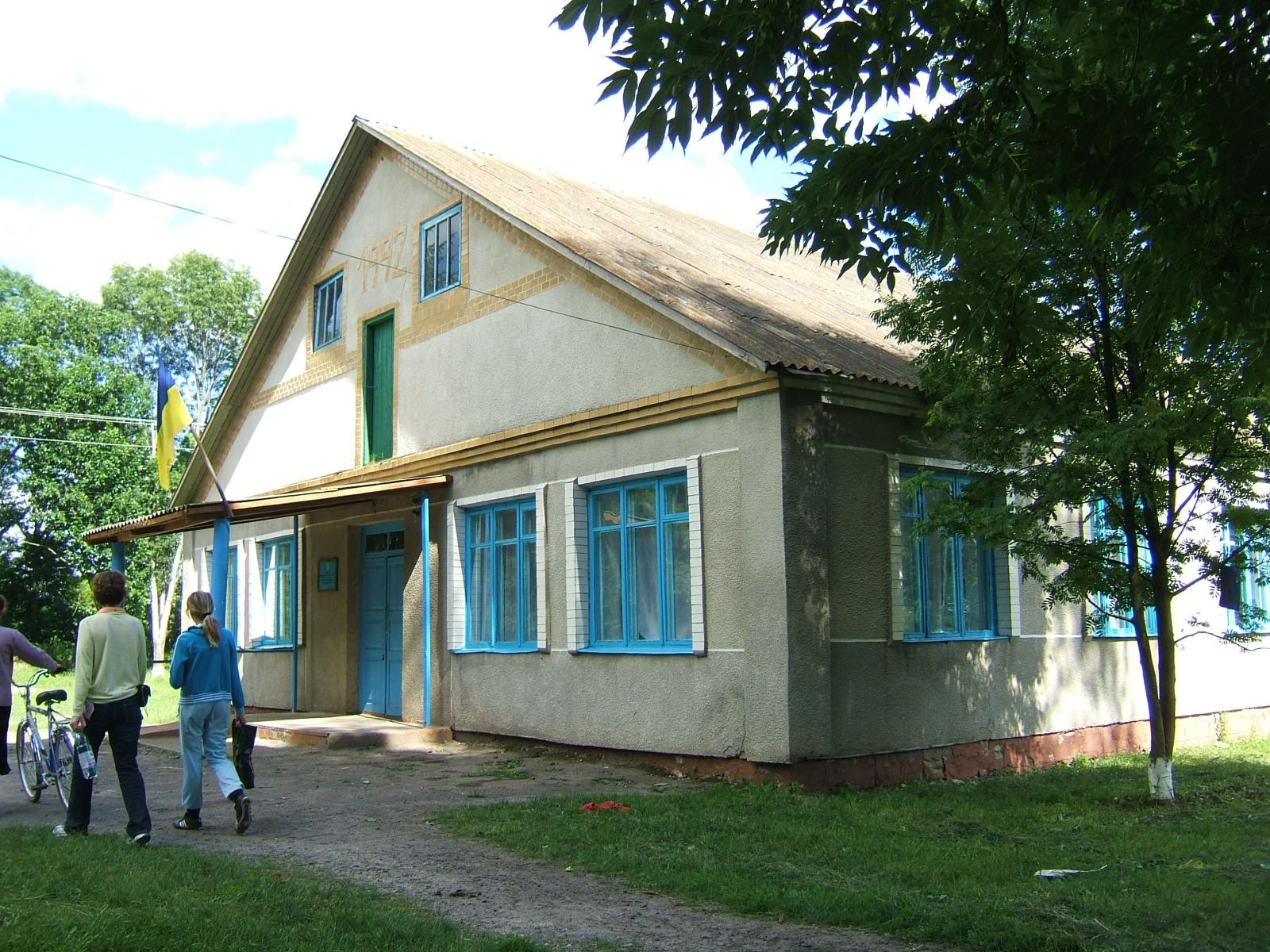

克里沃魯德卡（烏克蘭語：Криворудка）是位於烏克蘭西部的村莊，由赫梅利尼茨基州裡赫梅利尼茨基區的安東尼尼市鎮負責管轄。該村始建於1501年，面積1.42平方公里，海拔高度298米，2001年人口309，人口密度每平方公里217人。